# Philippe Cayla
 (juillet 2009).
Si vous disposez d'ouvrages ou d'articles de référence ou si vous connaissez des sites web de qualité traitant du thème abordé ici, merci de compléter l'article en donnant les références utiles à sa vérifiabilité et en les liant à la section « Notes et références ».
Pour les articles homonymes, voir Cayla.
Philippe Cayla, né en 1949, est un manageur et ancien haut fonctionnaire et français. Il a commencé sa carrière dans l'administration, puis dans l'industrie avant de rejoindre le secteur de l’audiovisuel.

## Biographie
Philippe Cayla est ancien élève de l’École des mines de Paris, de l’Institut d'études politiques de Paris (Service public, 1973) et de l’École nationale d'administration (promotion Guernica, 1976). Il est membre du Conseil de surveillance de l’Institut Aspen France. Il parle six langues dont le français et l'allemand,.
De 1976 à 1983, Philippe Cayla a successivement intégré les ministères de l’Équipement, de l’Industrie et du Commerce extérieur. Il a été notamment conseiller technique au cabinet de Michel Jobert, ministre du Commerce extérieur.
Entre 1983 et 1985, il a été directeur Europe d’Alcatel.
Entre 1985 et 1992, dans le groupe Matra, il a été directeur général adjoint de Matra Espace et directeur de la stratégie de Matra-Marconi Space. Il a été préalablement directeur de la stratégie, puis directeur commercial et financier de Matra Espace.
Philippe Cayla était directeur du développement international de France Télévisions depuis juin 2000. Auparavant, il était chef du service des nouveaux marchés, puis chef de division à Eutelsat, l’opérateur européen de satellites, de 1993 à 2000, et administrateur du Centre d'analyse sur la sécurité européenne (Case).
Il est ensuite nommé président du directoire d'Euronews, la chaîne pan-européenne d’information en 2003. Il reste à ce poste jusqu'à 2011, cédant sa place à Michael Peters pour devenir président d'Euronews Development.
Européen engagé, il est membre du bureau du Mouvement européen en France et fondateur de l'association Européens Sans Frontières. Il a aussi créé l'association pro-UE Let Me Vote en faveur de la participation des résidents britanniques en France à l'élection présidentielle française (et l'élection britannique pour les Allemands vivant en Grande-Bretagne, et l'élection espagnole pour les Français vivant en Espagne),.

## Vie personnelle
Philippe Cayla est l'époux de Véronique Cayla, ancienne présidente d'Arte et ancienne présidente du directoire d'Arte France.